# Campionato Sammarinese 1989-1990

## Classifica
|                       |     | Classifica 1989-90 | Pt | G  | V  | N  | P  | GF | GS | DR  |
| --------------------- | --- | ------------------ | -- | -- | -- | -- | -- | -- | -- | --- |
| San Marino (bandiera) | 1.  | La Fiorita         | 29 | 18 | 12 | 5  | 1  | 37 | 14 | +24 |
|                       | 2.  | Tre Fiori          | 25 | 18 | 7  | 11 | 0  | 30 | 21 | +9  |
|                       | 3.  | Domagnano          | 23 | 18 | 8  | 7  | 3  | 25 | 18 | +7  |
|                       | 4.  | Libertas           | 22 | 18 | 8  | 6  | 4  | 32 | 21 | +11 |
|                       | 5.  | Murata             | 20 | 18 | 7  | 6  | 5  | 30 | 24 | +6  |
|                       | 6.  | Folgore            | 19 | 18 | 5  | 9  | 4  | 20 | 14 | +6  |
|                       | 7.  | Faetano            | 16 | 18 | 6  | 4  | 8  | 31 | 23 | +8  |
|                       | 8.  | Virtus             | 13 | 18 | 5  | 3  | 10 | 22 | 32 | -10 |
|                       | 9.  | Dogana             | 7  | 18 | 2  | 3  | 13 | 23 | 44 | -21 |
|                       | 10. | Cailungo           | 2  | 18 | 0  | 2  | 16 | 13 | 66 | -53 |

## Play-off
Ai play-off si qualificano le prime quattro squadre del girone e le due promosse della serie A2.
- Primo Turno: si sfidano tra loro la terza e la quarta del girone e le due neopromosse

A)  Domagnano -  Libertas 2 - 2 (2 - 4 dcr)
B)  Montevito -  Cosmos 0 - 1
- Secondo Turno: si affrontano fra di loro le vincenti e le perdenti del primo turno.

C)  Domagnano -  Montevito 1 - 0 Montevito eliminato con due sconfitte.
D)  Libertas -  Cosmos 2 - 1
- Terzo Turno: si sfidano tra loro le squadre che hanno perso almeno una partita e la seconda classificata contro il vincitore dell'altra partita del secondo turno.

E)  Domagnano -  Cosmos 1 - 2 Domagnano eliminato con due sconfitte
F)  Libertas -  Tre Fiori 1 - 1 (5 - 3 dcr)
- Quarto Turno
  - Si sfidano tra loro le squadre che hanno perso almeno una partita e la prima classificata contro la vincente dell'altra partita del terzo turno. In quest'ultima chi vince approda in finale, chi perde in semifinale contro la vincente dell'altra partita.

G)  Cosmos -  Tre Fiori 1 - 1 (5 - 3 dcr)  Tre Fiori eliminato con due sconfitte.
H)  La Fiorita -  Libertas 4 - 0
- Semifinale

I)  Libertas -  Cosmos 1 - 3
- Finale:

L)   La Fiorita -  Cosmos 1 - 0
 La Fiorita campione di San Marino